# Francisco Gorriti Sarasola
Francisco Gorriti Sarasola conosciuto anche come Patxi Gorriti (Donostia / San Sebastián, 3 aprile 1943) è un ex calciatore spagnolo di ruolo difensore.

## Caratteristiche tecniche
Giocava come terzino destro.

## Carriera

### Club
Iniziò a giocare nel Real Unión Club de Irún. Nel 1966 si trasferì alla Real Sociedad, squadra della sua città natale, allenata da Andoni Elizondo. Al primo anno con il club vinse la Segunda División spagnola, ottenendo la promozione nella massima serie.
Giocò nella Real Sociedad per un totale 11 stagioni, fino al 1977.

## Palmarès

### Club

#### Competizioni nazionali
- Segunda División spagnola: 1

Real Sociedad: 1966-1967